# (6201) Ichiroshimizu
(6201) Ichiroshimizu es un asteroide perteneciente al cinturón de asteroides, región del sistema solar que se encuentra entre las órbitas de Marte y Júpiter, más concretamente a la familia de Astrea, descubierto el 16 de abril de 1993 por Kin Endate y el también astrónomo Kazuro Watanabe desde el Observatorio de Kitami, Hokkaidō, Japón.

## Designación y nombre
Designado provisionalmente como 1993 HY. Fue nombrado Ichiroshimizu en homenaje a Ichiro Shimizu, comenzó a trabajar para el Observatorio Astronómico de Tokio en 1945 y estuvo muy involucrado en la construcción de la estación de observación Corona en el monte Norikura. Más tarde, se convirtió en un importante astrónomo, clave en la división de física solar del Observatorio hasta que se retiró en 1984.

## Características orbitales
Ichiroshimizu está situado a una distancia media del Sol de 2,581 ua, pudiendo alejarse hasta 3,031 ua y acercarse hasta 2,132 ua. Su excentricidad es 0,174 y la inclinación orbital 5,018 grados. Emplea 1515,26 días en completar una órbita alrededor del Sol.

## Características físicas
La magnitud absoluta de Ichiroshimizu es 13,5. 